# 올트주

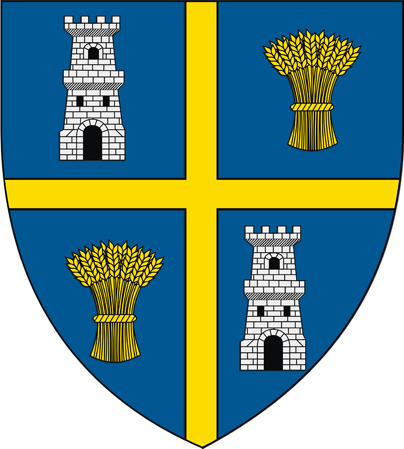
주 문장

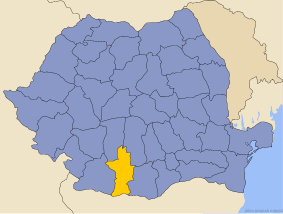
올트주의 위치

올트주(루마니아어: Judeţul Olt)는 루마니아 남부 올테니아 지방과 문테니아 지방(이들 지방은 올트강을 경계로 서로 떨어져 있음)에 위치한 주로, 주도는 슬라티나이며 면적은 5,498 km2, 인구는 489,274명(2002년 기준), 인구 밀도는 89명/km2, ISO 3166-2 코드는 RO-OT이다. 동쪽으로는 텔레오르만주, 서쪽으로는 돌지주, 북쪽으로는 아르제슈주와 블체아주, 남쪽으로는 불가리아 브라차주, 플레벤주와 접하며 2개 시와 6개 마을, 104개 지방 자치체를 관할한다.

## 인구
주 전체 인구 가운데 98.06%는 루마니아인이며 1.86%는 로마인이다.

## 지리
루마니아 평원 서부에 있는 평탄한 토지가 분포하며 주 북쪽에서 남쪽까지는 올트강(주 이름의 유래가 된 강이기도 함)이 흐른다. 다뉴브강은 주 남쪽에서 많은 연못과 작은 수로가 있는 넓은 골짜기를 형성하기 때문에 가끔 홍수를 일으키기도 한다.

## 경제
주의 주요 산업으로는 금속 공학(알루미늄과 알루미늄 부품), 철도 시설, 식품 및 음료수 제조업, 직물 산업, 기계 부품 제조업이 있다. 주에서는 농업이 주를 이루며 전체 인구의 58% 이상이 농업에 종사한다. 대규모 농업과 소규모 농업 모두 과일과 채소를 주로 재배하고 있으며 관개 시설이 들어서 있다.